# Вледучень
Вледучень, Вледучені (рум. Vlăduceni) — село у повіті Вилча в Румунії. Входить до складу комуни Пеушешть-Меглаші.
Село розташоване на відстані 165 км на північний захід від Бухареста, 11 км на захід від Римніку-Вилчі, 96 км на північ від Крайови, 121 км на південний захід від Брашова.

## Населення
За даними перепису населення 2002 року у селі проживали 663 особи, усі — румуни. Усі жителі села рідною мовою назвали румунську.